# León Angel Olano y Urteaga
León Miguel Angel Olano y Urteaga OFMCap (ur. 29 września 1891 w Alzo, zm. 21 maja 1970 w Tumonie) – baskijski duchowny rzymskokatolicki, kapucyn, misjonarz, wikariusz apostolski Guamu.

## Biografia
Miguel Angel Olano y Urteaga urodził się 29 września 1891 w Alzo w baskijskiej prowincji Guipúzcoa, w Hiszpanii. W 1907 wstąpił do Zakonu Braci Mniejszych Kapucynów, gdzie przyjął imię León. 18 grudnia 1915 otrzymał święcenia prezbiteriatu i został kapłanem swojego zakonu. Przez kolejne trzy lata pracował duszpastersko w północnej Hiszpanii.
W 1918 wyjechał na misje na Guam. Był proboszczem w Santa Rita. W 1933 wybrany przełożonym guamskich kapucynów.
9 lipca 1934 papież Pius XI mianował go wikariuszem apostolskim Guamu oraz biskupem tytularnym Laginy. 5 maja 1935 w kościele Dobrego Pasterza w San Sebastián przyjął sakrę biskupią z rąk biskupa Vitorii Mateo Múgica y Urrestarazu. Współkonsekratorami byli biskup Pampeluny Tomás Muniz Pablos oraz biskup Barcelony Manuel Irurita y Almándoz. Nominacja ta była świętowana przez Basków.
Bp Olano y Urteaga wybudował pięć kościołów. Za jego pontyfikatu United States Navy oraz władze amerykańskie zaczęły lobbować za zastąpieniem hiszpańskich misjonarzy na Guamie amerykańskimi. Już w 1934 zablokowały wybór Hiszpana na następcę bpa Olano y Urteagi na stanowisko przełożonego guamskich kapucynów. W kolejnych latach amerykańscy kapłani zastępowali Hiszpanów. Od września 1941 na wyspie zostało jedynie dwóch kapucynów z Hiszpanii - bp Olano y Urteaga i br. Jesus de Begona. Trwał proces wyboru nowego wikariusza apostolskiego Guamu wśród duchowieństwa amerykańskiego. Sytuacja uległa jednak zmianie 10 grudnia 1941, gdy Guam został zdobyty przez wojska japońskie.
Początkowo bpa Olano y Urteagę spotykały ze strony Japończyków niewielkie ograniczenia. Jednak 7 stycznia 1942 został aresztowany i dołączył do internowanych Amerykanów. Podobnie jak inni więźniowie biskup był zmuszony przez Japończyków do upokarzających publicznych ćwiczeń. 10 stycznia na pokładzie Kaiyō więźniów przewieziono do Japonii. Jako obywatel państwa neutralnego został tam zwolniony i zamieszkał u hiszpańskich jezuitów w Tokio.
We wrześniu 1943 przez Goa wyjechał do brytyjskiego Bombaju. Wspomagał tamtejszego arcybiskupa oraz podróżował zbierając fundusze na guamską misję.
21 marca 1945, po wyzwoleniu, powrócił na Guam. 15 sierpnia 1945 arcybiskup Nowego Jorku Francis Spellman, który był również wikariuszem polowym amerykańskiej armii odwiedził kapelanów wojskowych na Guamie. Spotkał się również z bp. Olano y Urteagą, któremu wręczył list od Piusa XII, w którym papież doradzał, aby zrezygnował z wikariatu apostolskiego Guamu. 20 sierpnia 1945 bp Olano y Urteaga zrezygnował z katedry. Z wyspy wyjechał 26 października 1945, po przybyciu następcy.
Kolejne lata spędził w klasztorze kapucyńskim w Manili na Filipinach. Kilkukrotnie odwiedził Guam. Jako ojciec soborowy wziął udział w soborze watykańskim II. 17 maja 1970 będąc na wyspie z okazji święceń biskupich swojego byłego seminarzysty Felixberto Camacho Floresa, wówczas administratora guamskiej diecezji, poprosił go o pozwolenie spędzenia reszty jego życia na Guamie, którego bp Flores udzielił. Jednak już kilka dni później, 21 maja 1970, bp Olano y Urteaga podczas pływania doznał zawału serca, w wyniku którego zmarł.